# Alia Saeed Mohammed
Alia Saeed Mohammed (arabisch علياء سعيد محمد, DMG ʿAlyāʾ Saʿīd Muḥammad, * 18. Mai 1991 als Medina Kadir) ist eine Langstreckenläuferin aus Äthiopien, die seit 2010 für die Vereinigten Arabischen Emirate an den Start geht.

## Sportliche Laufbahn
Erste internationale Erfahrungen sammelte Medina Kadir bei den Jugendweltmeisterschaften 2007 in Ostrava, bei denen sie für Äthiopien startend über 800 Meter in der ersten Runde ausschied, wie auch bei den Juniorenweltmeisterschaften 2008 in Bydgoszcz. 2010 wurde wechselte sie die Nation und änderte dabei ihren Namen auf Alia Saeed Mohammed. 2011 nahm sie an den Asienmeisterschaften in Kōbe teil und belegte dort den vierten Platz über 5000 Meter. Sie qualifizierte sich auch für die Weltmeisterschaften in Daegu, bei denen sie über 5000 Meter im Vorlauf ausschied. Bei den Arabischen Meisterschaften in al-Ain gewann die die Silbermedaillen über 1500 und 5000 Meter. Kurz darauf gewann sie bei den Panarabischen Spielen in Doha die Goldmedaille über 5000 Meter. 2012 belegte sie bei den Hallenasienmeisterschaften in Hangzhou den achten Platz über 1500 Meter und den vierten Platz über 3000 Meter. Bei den Hallenweltmeisterschaften in Istanbul belegte sie über 3000 Meter den zwölften Platz. 
2013 gewann sie bei den Asienmeisterschaften in Pune die Silbermedaille über 10.000 Meter und belegte über 5000 Meter den vierten Platz. 2014 gewann sie bei den Hallenasienmeisterschaften in Hangzhou in 8:56,78 min die Bronzemedaille über 3000 Meter wurde bei den Hallenweltmeisterschaften in Sopot erneut Zwölfte. Zum Abschluss des Jahres wurde sie bei den Asienspielen im südkoreanischen Incheon Siegerin über 10.000 Meter und belegte über 5000 Meter den sechsten Platz. 2015 gewann sie bei den Asienmeisterschaften in Wuhan die Goldmedaille über 10.000 Meter und stellte dabei einen neuen Meisterschaftsrekord von 32:39,39 min auf. Über 5000 Meter gewann sie die Silbermedaille. Als Asienmeisterin erhielt sie ein Freilos für die Weltmeisterschaften in Peking, bei denen sie über 10.000 Meter ihren Lauf nicht beenden konnte. 2016 gewann sie die Silbermedaille über 3000 Meter bei den Hallenasienmeisterschaften in Doha, nachdem die ursprüngliche Siegerin Betlhem Desalegn wegen Dopings nachträglich disqualifiziert wurde. Zudem qualifizierte sie sich über 10.000 Meter für die Olympischen Spiele in Rio de Janeiro, bei denen sie im Finale den 23. Platz belegte. 
2017 gewann sie bei den Islamic Solidarity Games in Baku die Bronzemedaille über 10.000 Meter und wurde über 5000 Meter Vierte. Bei den Asienmeisterschaften in Bhubaneswar gewann sie die Silbermedaille über 5000 Meter und musste ihren Lauf über 10.000 Meter beenden. Anfang September gewann sie bei den Asian Indoor & Martial Arts Games in Aşgabat in 9:25,03 min die Goldmedaille über 3000 Meter. 2018 belegte sie bei den Asienspielen in Jakarta in 21:18,32 min den vierten Platz im 10.000-Meter-Lauf.

## Bestleistungen
- 800 Meter: 2:06,0 min, 6. April 2008 in Addis Abeba
- 1500 Meter: 4:17,13 min, 25. Mai 2011 in Nijmegen
  - 1500 Meter (Halle): 4:28,32 min, 18. Februar 2012 in Hangzhou
- 3000 Meter: 8:55,40 min, 25. Juni 2015 in Sollentuna
  - 3000 Meter (Halle): 8:48,27 min, 6. Februar 2014 in Stockholm
- 5000 Meter: 15:00,45 min, 18. Mai 2017 in Baku (Emiratischer Rekord)
  - 5000 Meter (Halle): 15:34,70 min, 19. Februar 2015 in Stockholm (Asienrekord)
- 10.000 Meter: 31:10,25 min, 23. April 2016 in Baku (Emiratischer Rekord)
- Halbmarathon: 1:06:13 h, 28. Oktober 2018 in Valencia (Emiratischer Rekord)